# Johann Wigand
Pour les articles homonymes, voir Wigand.
Johann Wigand (en latin Jo(h)annes Wigandus), né vers 1523 à Mansfeld et mort le 21 octobre 1587 à Miłomłyn, est un ecclésiastique luthérien, théologien et réformateur protestant allemand. 

## Biographie
Johann Wigand est né à Mansfeld en comté de Mansfeld. Il est élevé au sein d'une famille luthérienne. À partir de 1538, il étudie à l'université de Wittemberg où il assiste aux cours de Martin Luther et de Philipp Melanchthon. Alors qu'il travaille à Magdebourg, il participe aux Centuries de Magdebourg, un ouvrage critique sur l'histoire de l'Église. En 1545, il obtient une maîtrise.
En 1546, il devient pasteur dans sa ville natale. En 1553, il est nommé curé de l'église Saint-Ulrich (Sankt-Ulrich-und-Levin-Kirche) à Magdebourg. En 1560, il devient professeur de théologie à l'université d'Iéna en Thuringe et en 1563, obtient son doctorat en théologie de l'Université de Rostock. 
Auguste de Saxe reprend l'administration du duché de Saxe-Weimar en 1573. Johann Wigand, ainsi que près de cent pasteurs, dont Tilemann Hesshus, sont contraints de quitter le territoire. Hesshus et Wigand se rendent à Königsberg en Prusse-Orientale. En 1575, Wigand devient évêque de Pomésanie, poste qu'il occupe jusqu'à sa mort en 1587,.
Le genre botanique Wigandia a été nommé en son honneur.